# Renegade (canción de Hollywood Undead)
«Renegade»  es el tercer sencillo oficial de Hollywood Undead del próximo quinto álbum llamado Five. La canción se filtró en su canal Vevo en YouTube el 29 de septiembre de 2017, y poco retirado ese mismo día. Fue lanzado oficialmente el mismo día. El álbum fue lanzado 27 de octubre de 2017.